# Chelydra acutirostris
Chelydra acutirostris is een schildpad uit de familie bijtschildpadden (Chelydridae).

## Naam en indeling
De soort werd lange tijd gezien als ondersoort van de bijtschildpad (Chelydra serpentina). De wetenschappelijke naam van de soort werd voor het eerst voorgesteld door Wilhelm Peters in 1862. Oorspronkelijk werd de wetenschappelijke naam Chelydra serpentina var. acutirostris gebruikt, later werd de soort abusievelijk beschreven als Chelydra angustirostris.
De geslachtsnaam Chelydra is afgeleid van het Griekse kheludros, dat 'waterslang' of 'schildpad' betekent. De soortaanduiding acutirostris betekent vrij vertaald 'puntige snuit'; acutus = puntig en rostrum = snuit.

## Uiterlijke kenmerken
De maximale lengte van het rugschild is ongeveer 41 centimeter maar de meeste exemplaren blijven kleiner en bereiken een schildlengte van ongeveer twintig tot dertig cm. Uit Costa Rica is een exemplaar met een lengte van 49 cm bekend. De plastronformule is als volgt: an >< hum > pect > fem > intergul > abd. Het buikschild is geel en vrij smal, bij jongere dieren komen donkere vlekjes voor. Het buikschild is echter groter dan dat van de gelijkende bijtschildpoad en beslaat ongeveer 40 procent van het oppervlak van het rugschild erboven.
De kop heeft een vrij lange snuitpunt, aan de keel zijn twee tot drie paar baarddraden gelegen. De kleur van de kop en ledematen is bruin tot donkerbruin. De schildkleur is bruin tot grijs of zwart, juveniele exemplaren hebben straalsgewijze streepjes of vlekjes op de hoornplaten die bij oudere dieren verdwijnen. De mannetjes worden groter dan de vrouwtjes, mannetjes hebben daarnaast een langere staart.

## Voedsel en vijanden
Chelydra acutirostris heeft een levenswijze die sterk lijkt op die van de gelijkende bijtschildpad. De schildpad is omnivoor en leeft van plantaardig materiaal en aas maar vooral dieren als vissen, kikkers, slakken, weekdieren, insecten, kreeftachtigen, slangen, vogels en kleine zoogdieren. Ook kleinere schildpadden worden gegeten.
De eieren en de jongere dieren hebben vele vijanden, zoals krokodilachtigen, rovende vogels, zoogdieren, grotere roofvissen en slangen. Volwassen schildpadden zijn zo groot dat ze alleen te vrezen hebben van grotere krokodilachtigen. Een belangrijke vijand is echter de mens, die op zowel de eieren als het schildpaddenvlees jaagt dat verwerkt wordt in gerechten zoals soepen en stoofpotten. De eieren zijn zeer prijzig en worden wel vergeleken met die van zeeschildpadden. Deze soorten zijn echter allemaal beschermd door internationale wetgeving waar Chelydra acutirostris dat niet is. De jonge schildpadden worden daarnaast gevangen om te worden verkocht aan boetieken en in de dierenhandel als 'levende fossielen'.

## Voortplanting en ontwikkeling
De paring vindt plaats van maart tot november in het regenseizoen. Enige tijd later betreden de vrouwtjes het land om de eieren op enige afstand van het water af te zetten. De vrouwtjes kunnen het sperma opslaan om jaren later nog vruchtbare eieren te produceren. Het nest is flesvormig en hierin worden ongeveer twintig tot veertig eieren afgezet. De eieren zijn ongeveer 40 millimeter in diameter en hebben een harde schaal. Net zoals bij andere schildpadden is er sprake van temperatuurafhankelijke geslachtsbepaling. Als de eieren in een omgeving groeien met een temperatuur van onder de twintig graden Celsius óf boven de dertig °C ontstaan alleen vrouwtjes, bij tussenliggende temperaturen ontstaan voornamelijk mannetjes met een optimum van 25 °C, hierbij komen alleen mannelijke dieren uit het ei.

## Verspreiding en habitat
Chelydra acutirostris komt voor in delen van Midden- en Zuid-Amerika en leeft in de landen Honduras, Nicaragua, Costa Rica, Panama, Colombia en Ecuador. De habitat bestaat uit langzaam stromende wateren met een zachte bodem, zoals meren, moerassen en rivieren. De voorkeur gaat uit naar wateren met weinig vegetatie maar veel ondergedoken objecten en een modderbodem waar het dier zich in verschuilt.